# Коллелонго
Коллелонго (итал. Collelongo) — коммуна в Италии, расположена в регионе Абруццо, подчиняется административному центру Л’Акуила.
Население составляет 1443 человека (на 2005 г.), плотность населения составляет 25,28 чел./км². Занимает площадь 57,09 км². Почтовый индекс — 67050. Телефонный код — 0863.
Покровителем населённого пункта почитается святой Рох. День города ежегодно празднуется 16 августа.